# Blandine Dancette
Blandine Dancette (n. 14 februarie 1988, în Firminy) este o handbalistă franceză care joacă pentru clubul Nantes Handball și echipa națională a Franței. Handbalista a făcut parte din echipele Franței care au câștigat medalia de argint la Jocurile Olimpice din 2016, de la Rio de Janeiro, și medalia de aur la Campionatul Mondial din 2017, desfășurat în Germania.

## Palmares

### Club
- Cupa Challenge EHF:
  -  Câștigătoare: 2009

- Cupa Franței:
  - Finalistă: 2011, 2015

- Cupa Ligii Franței:
  - Finalistă: 2010, 2013

### Echipa națională
Blandine Dancette a debutat la echipa națională a Franței pe 28 iunie 2009, într-un meci împotriva Serbiei.
- Jocurile Olimpice:
  -  Medalie de argint: 2016

- Campionatul Mondial:
  -  Medalie de aur: 2017
  -  Medalie de argint: 2011

## Distincții individuale
- Cavaler al Ordinului Național de Merit: 1 decembrie 2016;[7]
- Revelația anului în Liga Franceză de Handbal: 2008–2009;[8]